# Joc acollidor
Un joc acollidor és un gènere de videojocs que posa èmfasi en la no-violència i la relaxació. Inicialment derivats del gènere de la simulació de vida, els jocs acollidors solen incloure activitats com ara recollir i fer créixer plantes i nodrir altres personatges. Sovint tenen objectius oberts que fomenten l'expressió.
Tot i que els desenvolupadors han suggerit que l'estil podria haver aparegut en jocs com Little Computer People (1985) i The Sims (2000), es va convertir en un terme més comú després del llançament d'⁣Animal Crossing: New Horizons (2020), amb desenes de jocs, utilitzant-lo com a part del seu màrqueting.

## Característiques

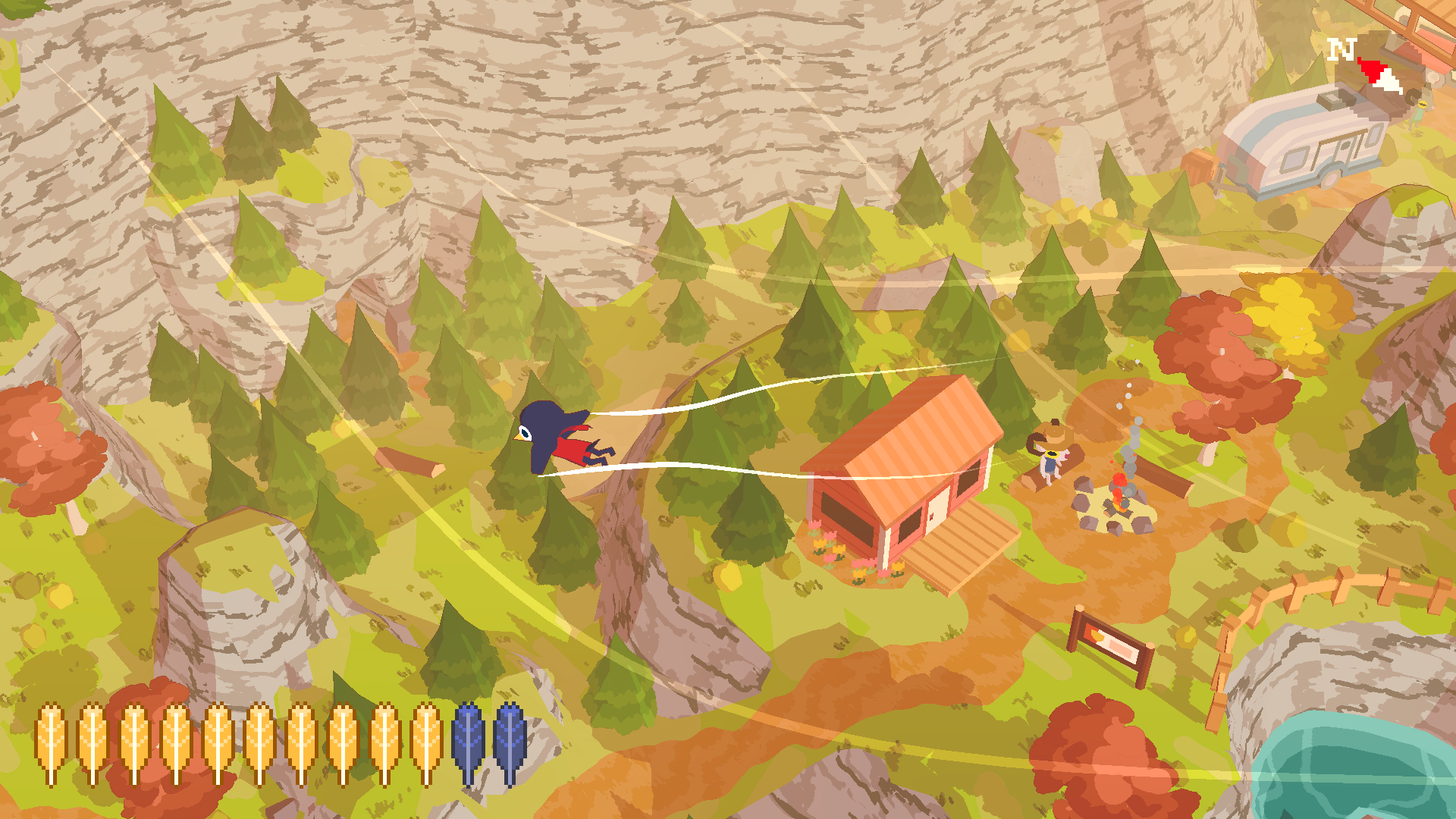
A Short Hike (2019), videojoc en què el jugador explora un parc, s'ha descrit com un joc acollidor.

Colin Campbell, de GamesIndustry.biz, va descriure els jocs acollidors com a videojocs que generalment tenen jugadors que funcionen en "activitats com ara conrear, recol·lectar, créixer i nodrir" i en general ajuden altres personatges mitjançant actes no violents. Campbell va resumir que el nucli dels jocs era l'expressió personal, que els objectius de progressió generalment són oberts i que, a diferència d'altres gèneres de jocs que apliquen mecàniques de joc com ara els d'acció en primera persona o l'estratègia per torns, generalment es defineixen pel seu impacte en els sentiments del jugador.
Segons Carli Velocci de la CNN, els jocs acollidors són "un gènere ampli que abasta moltes menes de jocs, des de simuladors agrícoles fins a constructors de ciutats, però tots provoquen una sensació especial que pot ser difícil d'explicar". De la mateixa manera, Louryn Strampe de Wired va descriure el gènere com "evocador de sentiments de calidesa, comoditat i pau". La definició vaga del gènere ha provocat desacord i confusió entre els fans del gènere pel que fa a quins jocs qualifiquen d'"acollidor".
Campbell va descobrir que els jocs acollidors sovint presenten personatges simpàtics com animals antropomòrfics o humans semblants a nens. Els personatges no jugables (NPC) que són desagradables sovint es juguen amb efectes còmics. Com a alternativa, Jess Rutland, de Game Developer, va suggerir que els jocs acollidors implicaven un joc satisfactori però no massa desafiant, colors complementaris i música atenta. El periodista Colin Campbell va suggerir el 2022 que els jocs acollidors pretenien anar més enllà dels jocs temàtics de "recollir i fer créixer", citant A Short Hike (2019) com a exemple. Jess Rutland va afirmar que els jocs acollidors eren el gènere més accessible per a les persones que no es consideraven jugadors i que són més fàcils de crear per als desenvolupadors independents més petits.

## Història
Alguns desenvolupadors van suggerir que l'estil va evolucionar a partir del joc de simulació de vida, que es van originar amb videojocs com Little Computer People (1985), Harvest Moon (1996), Els Sims (2000) i Boku no Natsuyasumi (2000). La revista Vice va suggerir el 2018 que "la comoditat podria ser... una de les tendències de disseny de jocs més importants dels darrers anys", assenyalant el seu híbrid d'escapament i la capacitat d'atraure als jugadors que no busquen un joc orientat a l'acció.
El llançament del videojoc ⁣Animal Crossing: New Horizons (2020) de Nintendo durant els anys de confinament de la COVID-19 va provocar una major popularitat dels jocs acollidors. Colin Campbell va trobar que només "un grapat" de les "dotzenes" de jocs descrits com a "acollidors" al distribuïdor digital Steam es van llançar abans del 2020. Alexandre Stroukoff, un dels fundadors d'Albune que va crear el joc The Spirit and the Mouse, va dir l'any 2022 que "La gent es deprimeix i s'ha de relaxar. Això sempre ha existit en els jocs, però era una idea menys comercialitzable al mercat passat, reconeixem que és una part important de jugar". A més, el llançament de Tiny Glade el setembre de 2024, un creador de diorames, ha portat els jocs de construcció de ciutats al gènere acollidor. Aquest joc va rebre més de 800.000 llistes de desitjos abans de ser llançat.

## Influència cultural
El mercat de jocs acollidors com Animal Crossing es va expandir més enllà de la venda de llocs web dedicats, per estar connectat amb marques com LEGO, Puma i Build-A-Bear.
El 2023, es va llançar la primera línia oficial de merxandatge de Sims amb una resposta aclaparadora que va provocar que gairebé tots els articles es venguessin en menys d'un dia. Rutland va assenyalar la influència de l'estètica acollidora inspirada en els jocs a les xarxes socials. Això va incloure la duplicació de l'ús anual de l'etiqueta #CozyDeskSetup el març de 2024. Aquestes configuracions es feien ressò d'elements dels jocs, com ara il·luminació calmant, mobles de tons pastel o apagats i accessoris de franquícies populars de videojocs acollidores.